# DS Crucis
Désignations
DS Crucis, également désignée HR 4876 et HD 111613, est une étoile variable proche de l'amas ouvert NGC 4755, également appelé l'amas de Kappa Crucis ou l'amas de la Boîte à Bijoux. Elle est dans la constellation de la Croix du Sud.

## Position

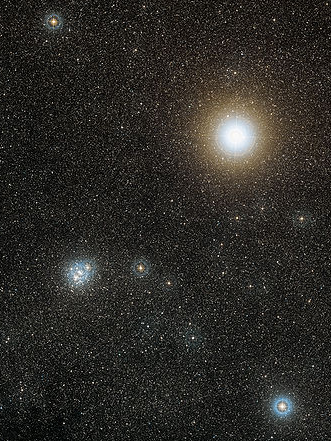
NGC 4755 au sud-est de β Crucis. DS Crucis est l'étoile brillante à droite de NGC 4755. (Crédit : ESO, ESA/Hubble and Digitized Sky Survey 2. Acknowledgment: Davide De Martin)

DS Crucis est l'une des étoiles les plus brillantes dans la région de l'amas ouvert NGC 4775, mieux connu sous le nom d'amas de la Boîte à Bijoux, mais son appartenance à l'amas est incertaine,. L'amas fait partie de la plus vaste association OB1 du Centaure et est situé à environ ∼ 8 500 a.l. (∼ 2 610 pc).
DS Crucis et NGC 4755 sont situés juste au sud-est de β Crucis, l'étoile située côté gauche de la fameuse Croix du Sud.

## Variabilité

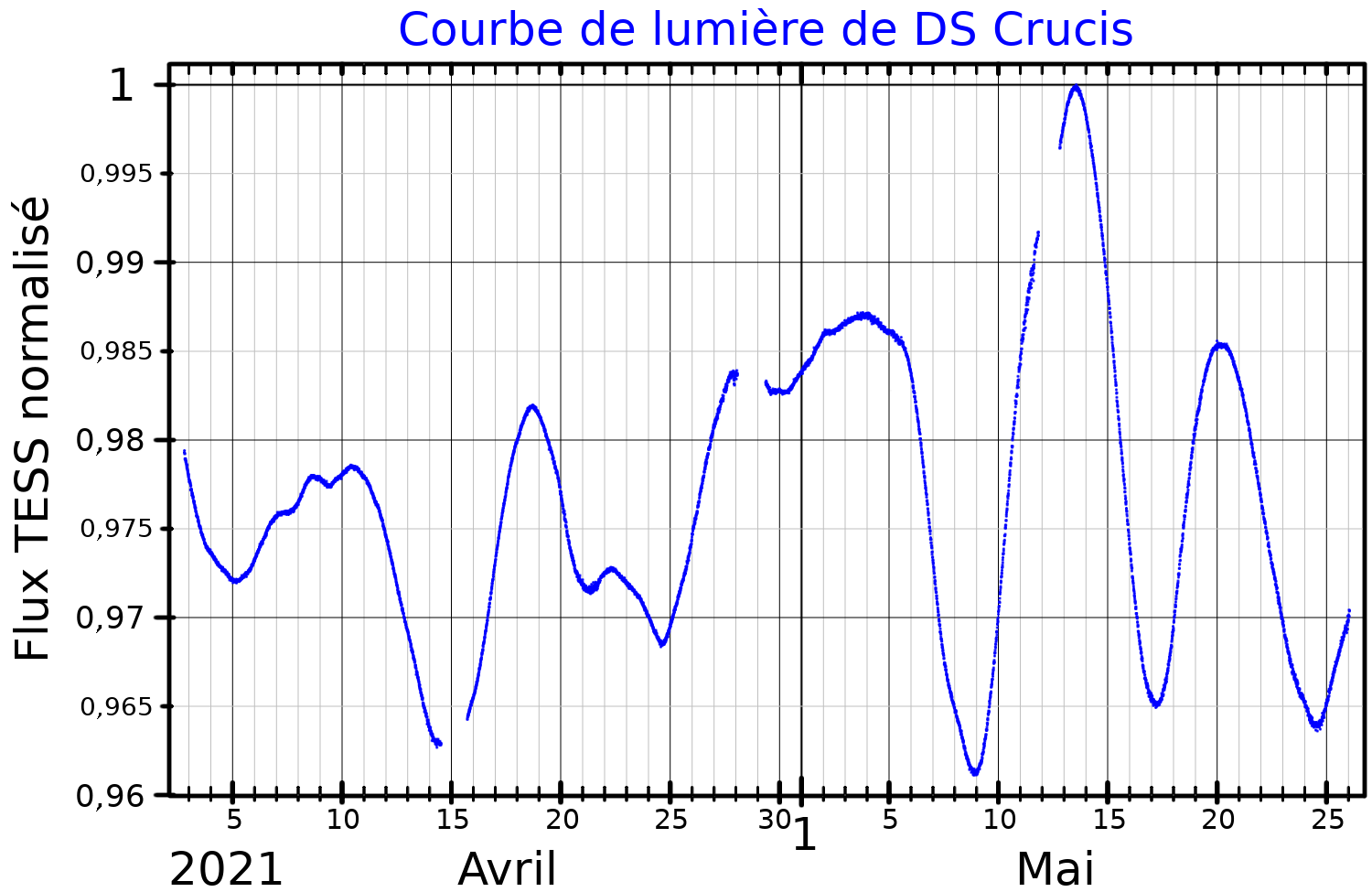
Une courbe de lumière de DS Crucis, réalisée à partir des données du télescope spatial TESS

DS Crucis est une étoile variable avec une amplitude d'environ 0,05 magnitude. Sa variabilité a été découverte à partir des mesures de photométrie réalisées par le satellite Hipparcos. Le type de variabilité est peu clair mais elle est supposée être une variable de type α Cygni.

## Propriétés
DS Crucis est une supergéante lumineuse de type A1 (classe de luminosité Ia). Elle est environ 80 000 fois plus lumineuse que le Soleil, en partie à cause de sa température élevée de 9 000 K et en partie à cause de sa grande taille, plus de 100 fois celle du Soleil. L'amas de κ Crucis a un âge calculé de 11,2 millions d'années et DS Crucis elle-même a 7 millions d'années.